# جايسون بيترز
جايسون بيترز (بالإنجليزية: Jason Peters)‏ (و. 1982  م) هو لاعب كرة قدم أمريكية، من الولايات المتحدة، ولد في كوين سيتي، يلعب كمهاجم اصطدامي ‏.

## التعليم
تعلم في Queen City High School ‏.

## روابط خارجية
- جايسون بيترز على موقع مرجع كرة القدم المحترفة.كوم (الإنجليزية)